# Atlas Novus (Blaeu)

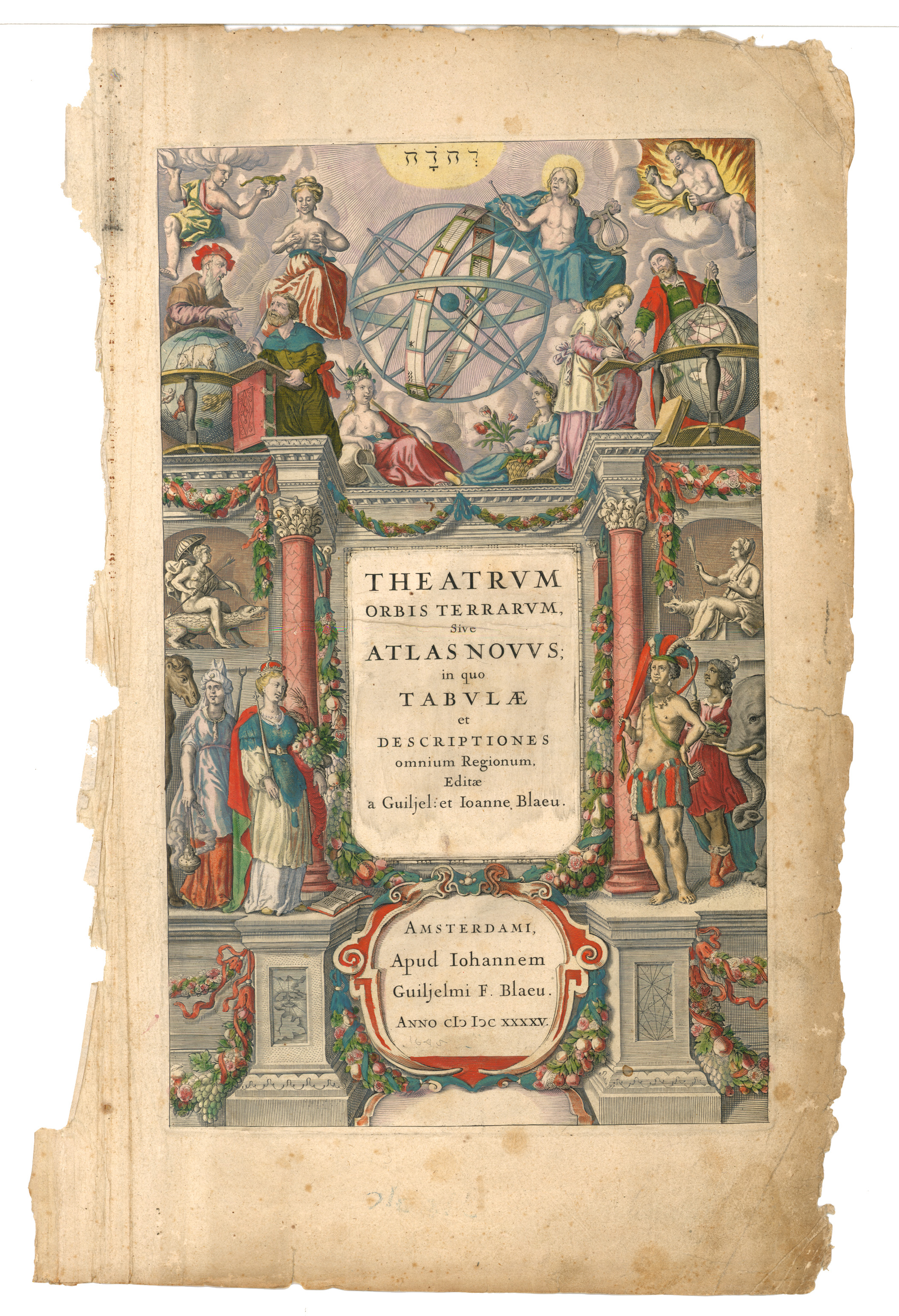
Titelprent uit 1645

De Atlas Novus (voluit Theatrum Orbis Terrarum, sive, Atlas Novus, vertaald Toneel van de wereld, ofwel nieuwe atlas) is een atlas uitgegeven door Willem Jansz. Blaeu in 1634. De eerste uitgave bevatte 208 kaarten. De titel is gebaseerd op de titel van de atlas Theatrum Orbis Terrarum van Abraham Ortelius uit 1570. In 1655 had de atlas een omvang van zes delen met 400 kaarten aangenomen.
De atlas vormde de basis voor de door zijn zoon Joan in 1662 uitgegeven elfdelige Atlas Maior.